# Битва за Балтимор
Битва за Балтимор (англ. Battle of Baltimore) — битва англо-американської війни, що відбувалася з 12 до 15 вересня 1814 року. Американські війська відбили британське вторгнення з моря та суші біля важливого портового міста Балтимор, штат Меріленд, і вбили командувача британськими силами, що вторглися. Британці та американці вперше зійшлися в битві за Норт-Пойнт. Хоча американці відступили, але зіткнення спричинило значних втрат британцям, зупинило їх наступ і дозволило захисникам Балтимора підготуватися до відсічі атаки ворога.
Опір балтиморського Форту Мак-Генрі під час його бомбардування Королівським флотом надихнув Френсіса Скотта Кі написати вірш «Захист форту М'Генрі», який згодом став текстом для «Прапора, усіяного зірками», національного гімну Сполучених Штатів.
Майбутній президент США Джеймс Б'юкенен служив рядовим при обороні Балтимора.

## Історія

### Передумови
Попри розв'язану ще у 1812 році війну, британська корона до квітня 1814 року зосереджувала свої головні зусилля на воєнних діях проти наполеонівської Франції, і виконувала лише обмежені британські військові цілі в Америці. Британці в основному використовували оборонну стратегію і відбили американське вторгнення в провінції Верхня і Нижня Канада. Американці отримали морський контроль над озером Ері в 1813 році та захопили частини західного Онтаріо. На території Міссісіпі, у Крикській війні в районі сучасної центральної Алабами, генерал Ендрю Джексон знищив військові сили Червоних палиць нації криків у битві біля Горсшу-Бенд у 1814 році.
Попри те, що Велика Британія не бажала передислоковувати свої військові сили з війни з Францією, вона все ще користувалася морською перевагою в океані, а кораблі ескадри Північної Америки та Вест-Індії, що базувалися на Бермудських островах, блокували американські порти на Атлантиці протягом усієї війни, душивши американську економіку. Спочатку північно-східні порти були позбавлені цієї блокади, оскільки громадські настрої в Нью-Йорку та Новій Англії були проти війни. Королівський флот і Королівська морська піхота також окупували американські прибережні острови та висаджували військові сили для рейдів уздовж узбережжя, особливо в районі Чесапікської затоки, заохочуючи поневолених темношкірих переходити на бік Корони та залучаючи їх до Корпусу колоніальної морської піхоти.
Після поразки Наполеона навесні 1814 року британці прийняли більш агресивну стратегію, спрямовану на те, щоб змусити США укласти мир, який мав відновити довоєнний статус-кво. Тисячі досвідчених британських солдатів були направлені до Британської Північної Америки. Більшість поїхали до Канади для посилення захисників. Британська армія, канадські ополченці та їхні союзники з числа індіанців перших націй вигнали американських загарбників назад на територію США. Без військово-морського контролю над Великими озерами вони не могли отримувати припаси, що призвело до того, що британцям не вдалося захопити Платтсбург у Другій битві біля озера Шамплейн і вони вийшли з території США.
Бригада під командуванням генерал-майора Роберта Росса була відправлена на початку липня кількома військово-морськими кораблями, щоб приєднатися до сил, які вже діяли з Бермудських островів. Об'єднані сили мали бути використані для диверсійних рейдів уздовж узбережжя Атлантичного океану, щоб змусити американців вивести війська з Канади. Деякі історики стверджують, що їм було наказано не проводити жодних тривалих операцій і вони були обмежені цілями на узбережжі.
Однак британці організували три великі експедиційні операції, націлені на три найбільші американські порти в Балтиморі, Нью-Йорку, через озеро Шамплейн і річку Гудзон, а з серпня 1814 по лютий 1815 року також у Новому Орлеані. Кожна з цих трьох експедицій налічувала в строю понад 10 000 військовослужбовців британської армії, багато з яких були ветеранами, найкращими солдатами та офіцерами часів Піренейської війни. Британія вже захопила більшу частину сучасного штату Мен і у вересні 1814 року відновила колонію Нова Ірландія.
24 серпня 1814 року британські війська на чолі з контрадміралом Джорджем Кокберном і генерал-майором Робертом Россом, після поразки американців у битві біля Бладенсберга, увійшли до Вашингтона і захопили місто силою в 4500 «загартованих у боях» солдатів. Британці влаштували підпал Вашингтона. Їхні війська підпалили ряд громадських будівель, включаючи Білий дім і Капітолій. Після цього британські підрозділи повернулися на свої кораблі.
Британці послали флот вгору по Потомаку, щоб перекрити доступ Вашингтона до води та поставити під загрозу процвітаючі порти Александрії, розташованої нижче за течією від Вашингтона, та Джорджтауна, трохи вище за течією. Одна лише поява Королівського флоту змусила американських захисників втекти з форту Варбертон без жодного пострілу, і незахищена Александрія здалася. Англійці витратили кілька днів, грабуючи сотні тонн товарів у міських торговців.
Потім вони звернули свою увагу на північ, на Балтимор, де сподівалися завдати потужного удару по деморалізованим американцям. Балтимор був жвавим портом, і, як вважали британці, тут переховувалися багато приватирів, які здійснювали набіги на британське судноплавство. Британці запланували комбіновану операцію: Росс розпочав наземну атаку на Норт-Пойнт, а віцеадмірал сер Александр Кокрейн обложив форт МакГенрі, який був головною оборонною спорудою в Балтиморській гавані.
Оборона Балтимора була спланована та контрольована командиром ополчення штату генерал-майором Семюелем Смітом.

### Битва
Британці висадили 5000 солдатів, які вирушили до Балтимора. 12 вересня вперше сталося зіткнення у битві біля Норт-Пойнта, приблизно за 8 км від міста. Обороною міста керував генерал-майор Семюель Сміт, офіцер міліції Меріленда. Він відправив приблизно 3000 осіб під командуванням генерала Джона Стрікера, щоб зустріти британців. Завданням загону генерала Стрікера визначалося затримати британські сили вторгнення, щоб затримати їх просування на достатньо довгий час, щоб генерал-майор Сміт завершив підготовку оборону в Балтиморі.
Сили сухопутного вторгнення британців очолив Росс, який був убитий американським снайпером. Після його смерті британська армія перейшла під командування полковника Артура Брука. Американці вже почали формувати організований відступ назад до основних оборонних пунктів Балтимора, де вони чекали британського нападу.
На світанку 13 вересня, наступного дня після битви при Норт-Пойнті, близько 4300 британських військ просунулися на північ по Норт-Пойнт-роуд, а потім на захід уздовж Філадельфійської дороги (нині Меріленд-роут 7) у напрямку до Балтимора. Війська США були змушені відступити на головну лінію оборони, побудовану навколо міста. Британський командир, полковник Артур Брук, розгорнув свій новий штаб у Стеррет-хаусі на фермі Суррей, яка тепер називається Армістед Гарденс, приблизно в двох милях на схід-північний схід від Хемпстед-Хілл.
Коли британці почали розвідку внутрішньої смуги оборони Балтимора, американську лінію захищали 100 гармат і понад 10 000 регулярних військ, включаючи два піхотні полки під командуванням генералів Стрікера та Віндера, а також кілька тисяч місцевих ополченців і нерегулярних формувань. Оборона була набагато сильнішою, ніж очікували англійці. Американські захисники у Форт-Мак-Генрі успішно зупинили британські військово-морські сили, але кілька кораблів все ще змогли забезпечити артилерійську підтримку штурму форту.
Після того як британці опанували позиції зовнішньої оборони, внутрішня оборона стала пріоритетною. Британська піхота не уявляла, наскільки добре будуть захищені ці рубежі, тому перша атака була невдалою. Однак силам Брука вдалося обійти з флангу і захопити американські позиції праворуч. Після обговорення з підлеглими офіцерами ситуації Брук ухвалив пропозицію, що британці повинні бомбардувати форт замість того, щоб ризикувати фронтальним штурмом, і о 3:00 ночі 14 вересня наказав британським військам повернутися на кораблі.
У форті Мак-Генрі оборону тримали близько 1000 солдатів під командуванням майора Джорджа Армістеда, які чекали бомбардування кораблями британського флоту. Їхню оборону було посилено затопленням ряду американських торговельних суден біля сусіднього входу в гавань Балтимора, щоб ще більше перешкодити проходу британських кораблів.
Атака почалася 13 вересня, коли британський флот з дев'ятнадцяти кораблів почав обстрілювати форт ракетами «Конгрів» (з ракетного корабля «Еребус») і мінометними снарядами (з бомбардувальників «Терор», «Вулкано», «Метеор», «Девастейшн» і «Етна»). Після початкового обміну вогнем британський флот відійшов за межі радіусу досяжності гармат Форт-Мак-Генрі та продовжував обстрілювати американські редути протягом наступних 25 годин. Незважаючи на те, що по форту було випущено від 1500 до 1800 гарматних ядер, пошкодження були незначними.
Після настання ночі Кокрейн наказав висадитися десанту на невеликих човнах західніше форту, подалі від отвору гавані, на якому була зосереджена оборона форту. Він сподівався, що десант зможе прослизнути повз форт Мак-Генрі та відвернути армію Сміта від головного британського наземного штурму на східному фланзі сил оборони міста. Вранці 14 вересня великий американський прапор розміром 9,1 м × 12,8 м, виготовлений роком раніше місцевим майстром Мері Пікерсгілл та її 13-річною дочкою, було піднято над фортом МакГенрі, замінивши пошарпаний штормовий прапор, який майорів під час бою.
В результаті британцям не вдалося зламати спротив тих, що обороняли форт, і Брук був змушений відступити від своїх позицій і повернути людей на кораблі флоту, який мав відплисти до Нового Орлеана.